# Телевизија стандардне резолуције
Телевизија стандардне резолуције, или позната по свом акрониму СДТВ (од енгл. SDTV, што је скраћеница од речи standard-definition television, која у преводу значи „телевизија стандардне дефиниције”). Представља стари стандард емитовања телевизијског програма који се не ослања на старе и застареле системе. Главне одлике новог система су: већа резолуција,  4:3 однос ивица екрана.